# Laophonte drachi
Laophonte drachi är en kräftdjursart som beskrevs av Medioni och Soyer 1966. Laophonte drachi ingår i släktet Laophonte och familjen Laophontidae. Inga underarter finns listade i Catalogue of Life.